# Dransfeld
Dransfeld är en stad i Landkreis Göttingen i förbundslandet Niedersachsen i Tyskland. 